# Gerd Binnig

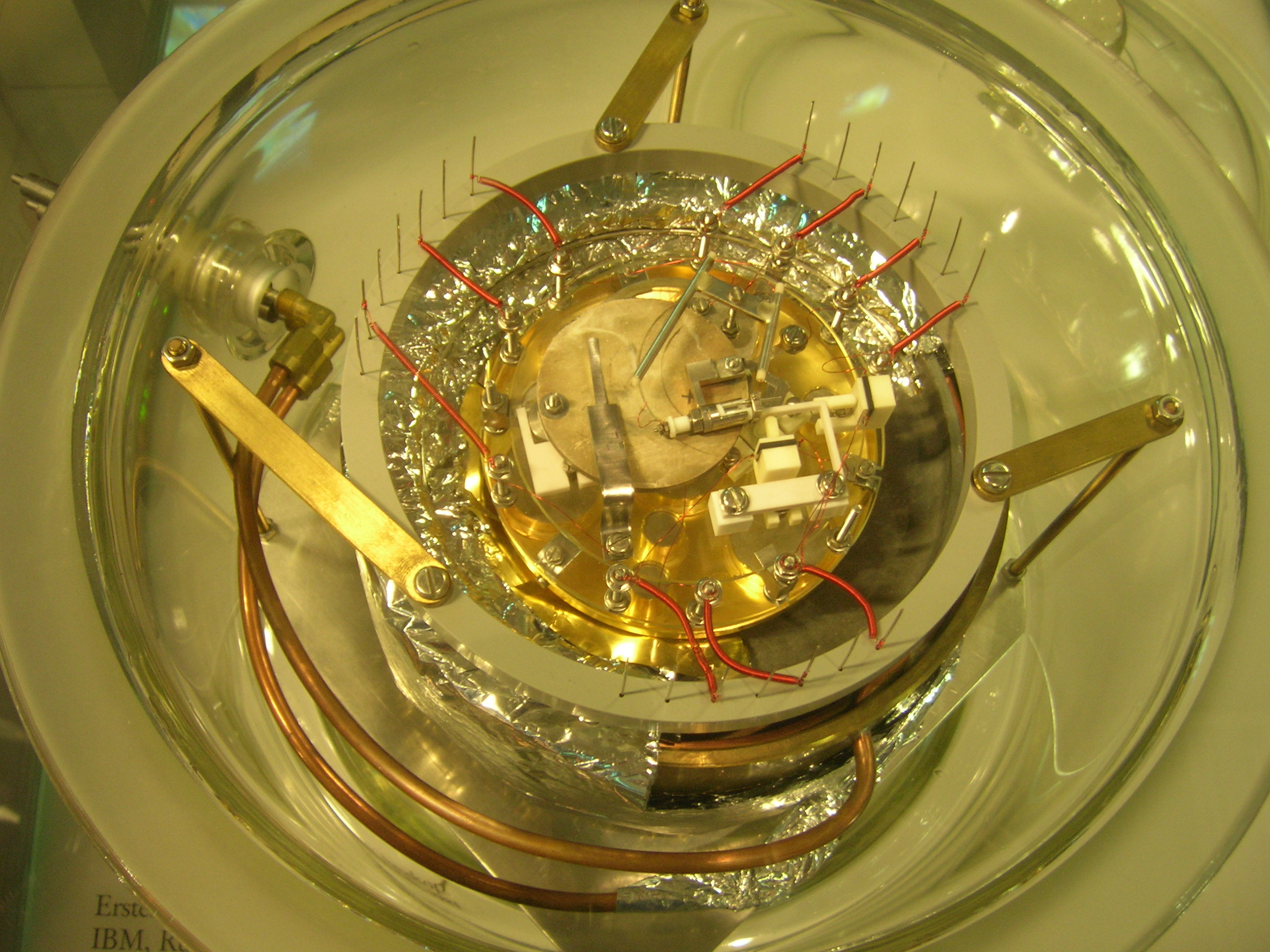
Eerste rastertunnelmicroscoop van Binnig en Rohrer

Gerd Karl Binnig (Frankfurt am Main, 20 juli 1947) is een Duits natuurkundige. In 1986 ontving hij samen met Heinrich Rohrer de Nobelprijs voor de Natuurkunde voor hun ontwerp van de rastertunnelmicroscoop.

## Biografie
Gerd Binnig werd geboren in Frankfurt am Main als de zoon van werktuigbouwkundige Karl Franz Binnig en Ruth Bracke. In 1966 haalde hij zijn schooldiploma aan het Rudolf-Koch-Gymnasium in Offenbach am Main. Hij studeerde aan de Goethe universiteit in Frankfurt, waar hij in 1978 promoveerde in de natuurkunde met een proefschrift over "Tunnelspektroskopie an supraleitendem (SN)x" (Tunnelspectroscopie aan supergeleidend (SN)x).
In 1978 accepteerde hij een aanbod van IBM om te komen werken bij het IBM onderzoekscentrum in Rüschlikon nabij Zürich. Daar ontwikkelde hij in 1981 samen met de Zwitser Heinrich Rohrer de Scanning Tunneling Microscope (rastertunnelmicroscoop). Samen ontwikkelden zij daaropvolgend de atoomkrachtmicroscoop, een instrument waarmee in tegenstelling tot de rastertunnelmicroscoop ook elektrisch niet-geleidende materialen kunnen worden bekeken.
Van 1986 tot 1988 was Binnig gasthoogleraar aan de Stanford-universiteit. In 1994 richtte hij de firma "Delphi2 Creative Technologies GmbH" op die later haar naam veranderde in "Definiens GmbH" en daarna in "Definiens AG". Definiens AG is gevestigd in München. Uit dit bedrijf kwam "Definiens Imaging GmbH" voort, dat software ontwikkelt die in staat is om uit beelden objecten te herkennen.

## Erkenning
Hij kreeg de Otto-Klung-Preis als beste Duitse natuurwetenschapper in de natuurkunde in 1983. In 1986 kregen Binnig en Rohrer samen met Ernst Ruska de Nobelprijs voor de natuurkunde. Daarnaast ontving Binnig samen met Rohrer nog enkele wetenschapsprijzen, waaronder de EPS Europhysics Prize (1984), de King Faisal Prize (1986) en de Elliott Cresson Medal (1987) van het Franklin Institute. In 1994 werden ze opgenomen in National Inventors Hall of Fame. In 1998 werd hij onderscheiden met de Maximiliaansorde voor Wetenschap en Kunst.

## Werken
Dit is een beknopte selectie uit de boeken, artikelen en patenten van Binnig:
- Gerd Binnig en Heinrich Rohrer: Gerät zur rasterartigen Oberflächenuntersuchung unter Ausnutzung des Vakuum-Tunneleffekts bei kryogenischen Temperaturen, Europäische Patentanmeldung 0 027 517, Priorität: 20. September 1979 CH 8486 79
- Gerd Binnig, Heinrich Rohrer, C. Gerber en E. Weibel: Tunneling through a Controllable Vacuum Gap, Appl. Phys. Lett. 40, 178 (1982)
- G. Binnig, H. Rohrer, C. Gerber, E. Weibel: Surface studies by scanning tunneling microscopy. Phys. Rev. Lett. 49/1, S. 57 – 61 (1982)
- Aus dem Nichts. Über die Kreativität von Natur und Mensch. (1997), ISBN 349221486X